# بیست و یکمین جشن سینمای ایران
بیست و یکمین جشن خانه سینمای ایران در روز ۸ شهریور ۱۳۹۸ برگزار شده است.

## برندگان و نامزدها
| تندیس بهترين فيلم - سرخ‌پوست – مجید مطلبی - تنگه ابوقریب – سعید ملکان - شبی که ماه کامل شد – محمدحسین قاسمی - متری شیش و نیم – سید جمال ساداتیان - مغزهای کوچک زنگ‌زده – سعید سعدی                                                                 | تندیس بهترين کارگردانی - سعید روستایی – متری شیش و نیم - محسن امیریوسفی – آشغال‌های دوست‌داشتنی - نیما جاویدی – سرخ‌پوست - نرگس آبیار – شبی که ماه کامل شد - هومن سیدی – مغزهای کوچک زنگ‌زده                                                                   |
| تندیس بهترين بازیگر زن - سارا بهرامی – دارکوب - باران کوثری – عرق سرد - الهام کردا – به دنیا آمدن - الناز شاکردوست – شبی که ماه کامل شد - شیرین یزدان بخش – آشغال‌های دوست‌داشتنی - مرجان اتفاقیان – مغزهای کوچک زنگ‌زده                            | تندیس بهترين بازیگر مرد - نوید محمدزاده – سرخ‌پوست - هوتن شکیبا – شبی که ماه کامل شد - امیر جدیدی – عرق سرد - پیمان معادی – متری شیش و نیم - نوید محمدزاده – مغزهای کوچک زنگ‌زده                                                                             |
| تندیس بهترين بازیگر زن نقش مکمل - فرشته صدرعرفایی – شبی که ماه کامل شد - ستاره پسیانی – سرخ‌پوست - شبنم مقدمی – شبی که ماه کامل شد - سحر دولتشاهی – عرق سرد - لیلی رشیدی – عرق سرد                                                                | تندیس بهترين بازیگر مرد نقش مکمل - فرهاد اصلانی – مغزهای کوچک زنگ‌زده - سیامک انصاری – بمب؛ یک عاشقانه - آرمین رحیمیان – شبی که ماه کامل شد - نوید پورفرج – مغزهای کوچک زنگ‌زده - نوید محمدزاده – متری شیش و نیم                                             |
| تندیس بهترين فیلمنامه - محسن امیریوسفی – آشغال‌های دوست‌داشتنی - پیمان معادی – بمب؛ یک عاشقانه - نیما جاویدی – سرخ‌پوست - سعید روستایی – متری شیش و نیم - هومن سیدی – مغزهای کوچک زنگ‌زده                                                            | تندیس بهترين موسیقی متن - حامد ثابت – تنگه ابوقریب - کارن همایونفر – اتاق تاریک - بهزاد عبدی – سرو زیر آب - ستار اورکی – ماهورا - پیمان یزدانیان – متری شیش و نیم                                                                                          |
| تندیس بهترين فيلمبرداری - هومن بهمنش – سرخ‌پوست - حمید خضوعی ابیانه – تنگه ابوقریب - علیرضا زرین‌دست – سرو زیر آب - حمید خضوعی ابیانه – غلامرضا تختی - پیمان شادمان‌فر – مغزهای کوچک زنگ‌زده                                                         | تندیس بهترين تدوین - بهرام دهقانی – متری شیش و نیم - مصطفی خرقه‌پوش – آشغال‌های دوست‌داشتنی - میثم مولایی – تنگه ابوقریب - عماد خدابخش، هدا مویینی – سرخ‌پوست - مهدی سعدی، هومن سیدی – مغزهای کوچک زنگ‌زده                                                      |
| تندیس بهترين چهره‌پردازی - ایمان امیدواری – شبی که ماه کامل شد - سعید ملکان – تنگه ابوقریب - زهرا کمالی، فاطمه کمالی – دارکوب - ایمان امیدواری – سرخ‌پوست - سعید ملکان – غلامرضا تختی                                                              | تندیس بهترین طراحی صحنه - کیوان مقدم – غلامرضا تختی - جهانگیر میرزاجانی – آخرین بار کی سحر را دیدی؟ - محمدرضا شجاعی – شبی که ماه کامل شد - بهزاد آدینه – مارموز - محسن نصرالهی – مغزهای کوچک زنگ‌زده                                                        |
| تندیس بهترین طراحی لباس - محمدرضا شجاعی – شبی که ماه کامل شد - جهانگیر میرزاجانی – آخرین بار کی سحر را دیدی؟ - زهرا صمدی – چراغ‌های ناتمام - غزاله معتمد – متری شیش و نیم - مارال جیرانی – مغزهای کوچک زنگ‌زده                                     | تندیس بهترین صدابرداری - رشید دانشمند – تنگه ابوقریب - محمود سماک‌باشی – آشغال‌های دوست‌داشتنی - عباس رستگارپور – سرو زیر آب - مهدی صالح‌کرمانی – شبی که ماه کامل شد - بهمن اردلان – مارموز - ایرج شهزادی – متری شیش و نیم - مهران ملکوتی – مغزهای کوچک زنگ‌زده |
| تندیس بهترین صداگذاری - امیرحسین قاسمی – تنگه ابوقریب - آرش قاسمی – شبی که ماه کامل شد - حسین ابوالصدق – قانون مورفی - علیرضا علویان – مغزهای کوچک زنگ‌زده - سید محمود موسوی‌نژاد – من دیوانه نیستم                                                | تندیس بهترین جلوه‌های ویژه بصری - جواد مطوری – سرخ‌پوست - محمد لطفعلی – بمب؛ یک عاشقانه - جواد مطوری، محسن خیرآبادی، محمد برادران – تنگه ابوقریب - فرید ناظر فصیحی – شبی که ماه کامل شد - جواد مطوری – قانون مورفی                                           |
| تندیس بهترین جلوه‌های ویژه میدانی - محسن روزبهانی – تنگه ابوقریب - محسن روزبهانی – سرو زیر آب - آرش آقابیگ – شبی که ماه کامل شد - حمید رسولیان – ماهورا - ایمان کرمیان – مغزهای کوچک زنگ‌زده                                                       | تندیس بهترین کارگردانی مستند - یاسر طالبی – دلبند - لقمان خالدی – مهمانی خداحافظی - مینا مشهدی مهدی – آنجا که باد می‌وزد - پناه‌برخدا رضایی – چشم‌ها و دست‌ها - مهدی نورمحمدی – آواز جغد کوچک - کامران حیدری – واکس چه                                         |
| تندیس بهترین فیلم مستند - زمستان است – پیروز حناچی - بهارستان خانه ملت - بابک بهداد - خانه‌ای برای تو – مهدی شامحمدی - روزی که رفت – هادی معصوم‌دوست - تمام چیزهایی که جایشان خالی است – زینب تبریزی - خط باریک قرمز – نگار اسکندرفر، فرزاد خوشدست | تندیس بهترین فیلم کوتاه - تشریح – سیاوش شهابی - ماچ سینمایی – کریم لک‌زاده - اس S – حامد اصلانی - حلق‌آویز – رقیه توکلی - پاندای قرمز – علی پاک‌نیا - عزیز – سید مهدی موسوی برزکی                                                                             |
| تندیس بهترین انیمیشن - سیم ششم – بهرام عظیمی - کلاف - ملیحه غلامزاده - جسم خاکستری – سمانه شجاعی - زر زری کاکل زری – مهین جواهریان - آقای بی‌تفاوت – آریا نسب‌فیضی                                                                                 | |

## تعداد نامزدها و برنده‌ها
فیلمهایی که در چند رشته کاندیدای دریافت تندیس بودند:
| مغزهای کوچک زنگ‌زده  | ۱۴ |
| شبی که ماه کامل شد  | ۱۴ |
| تنگه ابوقریب        | ۹  |
| سرخ‌پوست             | ۹  |
| متری شیش و نیم      | ۹  |
| آشغال‌های دوست‌داشتنی | ۵  |
| عرق سرد             | ۴  |
| سرو زیر آب          | ۴  |
| بمب؛ یک عاشقانه     | ۳  |
| غلامرضا تختی        | ۳  |

فیلمهایی که موفق به دریافت چند تندیس شدند:
| سرخ‌پوست            | ۴ |
| تنگه ابوقریب       | ۴ |
| شبی که ماه کامل شد | ۳ |
| متری شیش و نیم     | ۲ |